# Copa de Italia de waterpolo masculino
La Copa de Italia de waterpolo masculino, es la segunda competición entre clubes de waterpolo masculino en Italia. Está organizada por la FIN: Federación Italiana de Natación (Federazione Italiana Nuoto).

## Palmarés
- 7 veces ganador de la copa, Pro Recco
- 5 veces ganador de la copa, Pallanuoto Pescara
- 3 veces ganador de la copa, Rari Nantes Savona
- 1 vez ganador de la copa, Bissolati Cremona
- 1 vez ganador de la copa, Rari Nantes Arenzano
- 1 vez ganador de la copa, Circolo Nautico Posillipo
- 1 vez ganador de la copa, Rari Nantes Florentia
- 1 vez ganador de la copa, Circolo Canottieri Napoli
- 1 vez ganador de la copa, Brescia Leonessa Nuoto

## Historial
- 2012: Brescia Leonessa Nuoto
- 2011: Pro Recco
- 2010: Pro Recco
- 2009: Pro Recco
- 2008: Pro Recco
- 2007: Pro Recco
- 2006: Pro Recco
- 2005: Bissolati Cremona
- 1999-2004: No se celebra
- 1998: Pallanuoto Pescara
- 1994-1997: No se celebra
- 1993: Rari Nantes Savona
- 1992: Pallanuoto Pescara
- 1991: Rari Nantes Savona
- 1990: Rari Nantes Savona
- 1989: Pallanuoto Pescara
- 1988: Rari Nantes Arenzano
- 1987: Circolo Nautico Posillipo
- 1986: Pallanuoto Pescara
- 1985: Pallanuoto Pescara
- 1977-1984: No se celebra
- 1976: Rari Nantes Florentia
- 1975: No se celebra
- 1974: Pro Recco
- 1971-1973: No se celebra
- 1970: Circolo Canottieri Napoli

- Datos: Q1403239